# Saint-Cricq-du-Gave
 Saint-Cricq-du-Gave  (en occitano Sent Cric deu Gave) es una población y comuna francesa, situada en la región de Aquitania, departamento de Landas, en el distrito de Dax y cantón de Peyrehorade.

## Demografía
| 337 | 323 | 309 | 297 | 304 | 264 |
| Para los censos de 1962 a 1999 la población legal corresponde a la población sin duplicidades (Fuente: INSEE [Consultar]) |     |     |     |     |     |